# Dodbrooke
Dodbrooke är en ort i civil parish Kingsbridge, i distriktet South Hams, i grevskapet Devon, i England. Dodbrooke var en civil parish fram till 1893 när blev den en del av Kingsbridge and Dodbrooke. Civil parish hade 1 312 invånare år 1891. Byn nämndes i Domedagsboken (Domesday Book) år 1086, och kallades då Dodebroch/Dodebroca.